# Emil Claviez

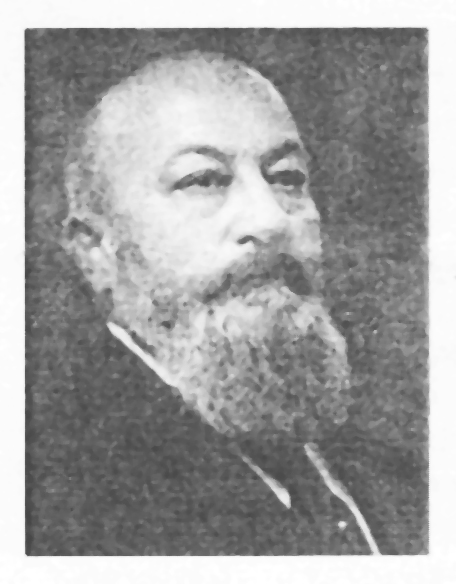
Emil Claviez

Emil Claviez (* 14. Februar 1866 in Reichenbach im Vogtland; † 17. Juli 1931 in Adorf im Vogtland) war ein deutscher Unternehmer in der Textilindustrie, Erfinder und Komponist.

## Leben

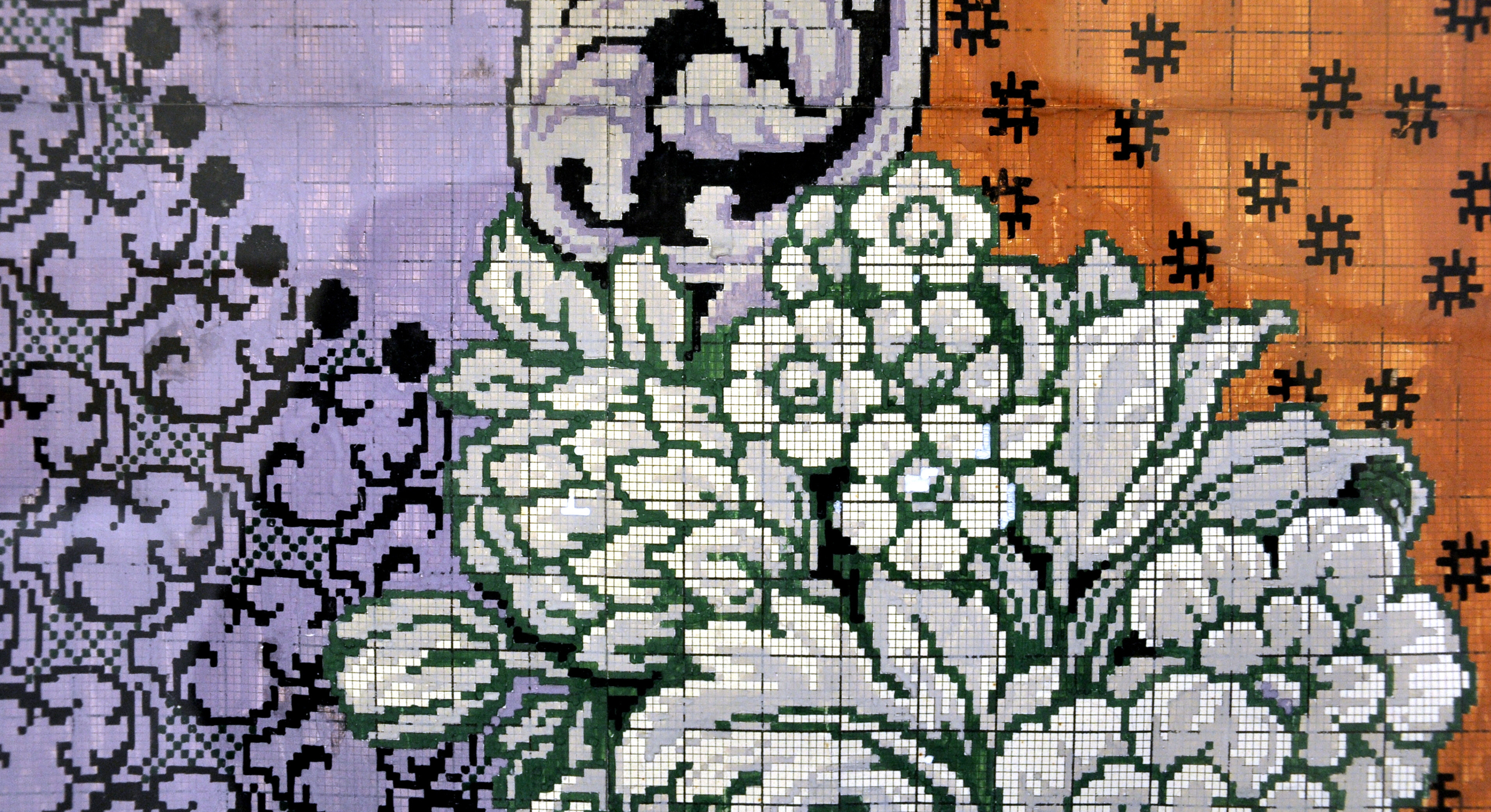
Muster für einen Doppelteppich der Claviez AG (Teppichmuseum Oelsnitz/Vogtland)

Sein Vater war aus Frankreich eingewandert und hatte in Reichenbach im Vogtland eine Textilfabrik mitbegründet. Claviez besuchte nach einer Lehre in Greiz ab 1883 die Webschule in Chemnitz und wurde danach technischer Leiter einer Chemnitzer Weberei. 1896 gründete er die Sächsische Kunstweberei Claviez AG in Plagwitz bei Leipzig und verlegte sie 1898 als Teppich- und Textilwerke Claviez AG nach Adorf im Vogtland. Diese Adorfer Weberei und Textilfabrik bestand bis 1945 in Adorf und hatte zeitweise bis zu 3000 Beschäftigte.
Als Erfinder meldete Emil Claviez mehrere Patente an, im Jahre 1895 für die Herstellung von Papiergarn und Textilose (Textilersatz) aus Papierbahnen, die trocken in Streifen zerschnitten wurden. Damit schuf er die Grundlage des Tellerspinnverfahrens. Durch die Erfindung eines neuen Webstuhls, auf dem zwei Teppiche gleichzeitig hergestellt werden konnten (Verfahren der Doppelteppichweberei), schuf er eine wesentliche Grundlage für die Erweiterung seiner Teppichweberei. Im Ersten Weltkrieg gewann die Papiergarnspinnerei allgemein größte Bedeutung, er erzeugte auch eine Spinnfaser aus Rohrkolbenschilf und konnte daraus gebrauchsfähiges Textilmaterial herstellen.
Im Jahre 1916 legte er seine Überlegungen zur Gewinnung von Zellulose aus Nadelhölzern vor. 1917 gründete er das Deutsche Forschungsinstitut für Textilindustrie in Dresden. Im Jahr 1921 verlieh ihm die Technische Hochschule Dresden die Ehrendoktorwürde.
Claviez trat auch als Stifter hervor und engagierte sich auch im sozialen Bereich. Weil er seine berufliche Laufbahn der Textilindustrie gewidmet hatte, betrieb er die Musik nur als Autodidakt. Er war mit dem Bremer Domkapellmeister Eduard Nößler befreundet. Nachdem er seinen musikalischen Weg als Chorleiter und Organist aufgegeben hatte, wandte er sich dem Komponieren zu, das er ebenfalls im Selbststudium erlernt hatte.

## Soziales und kulturelles Engagement
In Adorf engagierte er sich auch im sozialen und kulturellen Bereich.
- Er war Ehrenmitglied in mehreren Vereinen, u. a. im Adorfer Kirchenmusikverein, im Adorfer Turnverein und im Gesangverein "Liederkranz" und Gründer des Vereins für Jugendpflege.
- Für 53 Arbeiterfamilien ließ er eine eigene Wohnsiedlung direkt neben seiner Fabrik errichten. Diese steht heute unter Denkmalschutz und trägt den Namen Emil-Claviez-Siedlung Adorf/Vogtl.[3]
- Im Jahr 1916 schenkte er aus Anlass seiner Silberhochzeit dem Kirchenmusik- und Konzertverein der Evangelisch-lutherischen Kirchengemeinde Adorf einen Blüthner-Flügel. Dieser ist erhalten und wurde im Jahre 2012 vom "Verein Klassische Musik Adorf/Vogtl. e.V." restauriert.[4]

## Kompositionen
Er schrieb u. a. folgende Werke:
- Agnus Dei (1922), uraufgeführt in der Dresdner Hofkirche
- Missa „In caritate Dei“ (c-Moll-Messe), gewidmet dem Bischof Christian Schreiber im Bistum Dresden-Meißen (nach dessen Wahlspruch „In caritate Dei“), uraufgeführt am 19. April 1925 in der Dresdner Hofkirche unter der Leitung von Karl Maria Pembaur, erneute Aufführung am 24. Mai 2015 an gleicher Stelle unter der Leitung von Domkapellmeister Matthias Liebich[5][3]
- Meine Lieder, Teil 1 (als Privatdruck, etwa 1925 erschienen) mit folgenden Kompositionen: "Der 104. Psalm" für gemischten Chor und Piano / "Mutterliebe" und "Trost" für gemischten Chor a cappella / "In des Nachbars Garten", "Herr, was Du willst, das geschehe" und "So du mich liebst" für Singstimme und Piano / "Verlassen" für Cello mit Pianoforte-, Harmonium- oder Orgel-Begleitung / "Verlassen", Duett für eine Frauen- und eine Männerstimme mit Piano (Harmonium/Orgel) / dto., Duett für zwei Frauenstimmen / "Sei getreu bis in den Tod", Motette für Chor und Orgel sowie "Agnus Dei" für gemischten Chor und Piano
- Meine Lieder, Teil 2 (in der Staatsbibliothek Berlin nachweisbar): „Am Heldengrab“ für Männerchor / „Wiegenlied“ für Singstimme und Klavier / Suite für Solo-Violine mit Pianofortebegleitung[6]